# ふぁーめん
ふぁーめんは、愛知県名古屋市中区大須にあったラーメン店。正式名称は「名古屋総本家 ふぁーめん」。

## 概要
2009年（平成21年）7月11日、大須商店街の第2アメ横ビルにオープンした日本初の産業用アーム型ロボット（店長：R2B1と副店長：R2B2）が調理をするラーメン店である。
このロボットの開発は、愛知県大府市に本社を置く産業用機械メーカーの株式会社アイセイが自社技術のPRのためにと行ったものでラーメン店の運営も同社が行っていた。名称の由来はFactory Automation（ファクトリーオートメーション）のFAとラーメンを掛け合わせた造語である。
ラーメンの調理はロボットが行うもののサイドメニューの餃子やからあげは店員が調理する。また、注文がどぎれると2台のロボットの皿回しやダンス、漫才など多彩なパフォーマンスを見ることができた。
ロボットがラーメンを作るということで、各メディアに取り上げられ話題になったが、2010年（平成22年）1月5日をもって閉店した。

## メニュー
ラーメンのスープは豚骨醤油で麺はバリカタ、カタ、ノーマル、ヤワメンから選ぶことができた。
- ふぁーめん
- ねぎふぁーめん
- チャーふぁーめん
- ねぎチャーふぁーめん

## 所在地
- 愛知県名古屋市中区大須3丁目14番43号 第2アメ横ビル2階

## 交通アクセス
- 名古屋市営地下鉄鶴舞線「大須観音駅」から徒歩約5分